# Abraham Shatimuene
Abraham Letu Shatimuene (Windhoek, 2 aprile 1986) è un calciatore namibiano, centrocampista degli United Africa Tigers.

## Carriera

### Nazionale
Ha collezionato 14 presenze in nazionale.

## Palmarès

### Club

#### Competizioni nazionali
- Coppa d'Angola: 1

Primeiro de Agosto: 2009